# 579. п. н. е.

## Догађаји
- Убијен је римски краљ Луције Тарквиније Приск

## Смрти
- Луције Тарквиније Приск